# Flaunden
Flaunden es una parroquia civil y un pueblo del distrito de Dacorum, en el condado de Hertfordshire (Inglaterra).

## Geografía
Según la Oficina Nacional de Estadística británica, Flaunden tiene una superficie de 4,17 km².

## Demografía
Según el censo de 2001, Flaunden tenía 308 habitantes (50% varones, 50% mujeres) y una densidad de población de 73,86 hab/km². El 13,96% eran menores de 16 años, el 76,95% tenían entre 16 y 74, y el 9,09% eran mayores de 74. La media de edad era de 45,91 años. Del total de habitantes con 16 o más años, el 18,11% estaban solteros, el 68,68% casados, y el 13,21% divorciados o viudos.
El 91,83% de los habitantes eran originarios del Reino Unido. El resto de países europeos englobaban al 3,27% de la población, mientras que el 4,9% había nacido en cualquier otro lugar. Todos los habitantes eran blancos. El cristianismo era profesado por el 77,92% y el judaísmo por el 1,95%, mientras que el 12,01% no eran religiosos y el 8,12% no marcaron ninguna opción en el censo.
Había 135 hogares con residentes, 3 vacíos, y 3 eran alojamientos vacacionales o segundas residencias.